# Le Voide
Le Voide ist eine ehemalige französische Gemeinde mit 1342 Einwohnern (Stand: 1. Januar 2022) im Département Maine-et-Loire in der Region Pays de la Loire. Sie gehörte zum Arrondissement Cholet.
Am 1. Januar 1974 wurde Le Voide als Commune associée zusammen mit der bis dahin selbstständigen Gemeinde Saint-Hilaire-du-Bois in die Gemeinde Vihiers eingegliedert. Der Erlass vom 18. Dezember 2015 legte mit Wirkung zum 1. Januar 2016 die Eingliederung von Vihiers als Commune déléguée zur neuen Commune nouvelle Lys-Haut-Layon fest. Im Zuge dieser Zusammenlegung wurde Le Voide ebenfalls der Status einer Commune déléguée von Lys-Haut-Layon anerkannt.

## Geografie
Le Voide liegt etwa 28 Kilometer ostnordöstlich von Cholet und etwa 35 Kilometer südlich von Angers in der Région naturelle Mauges und im Südwesten  der historischen Provinz Anjou.

## Bevölkerungsentwicklung

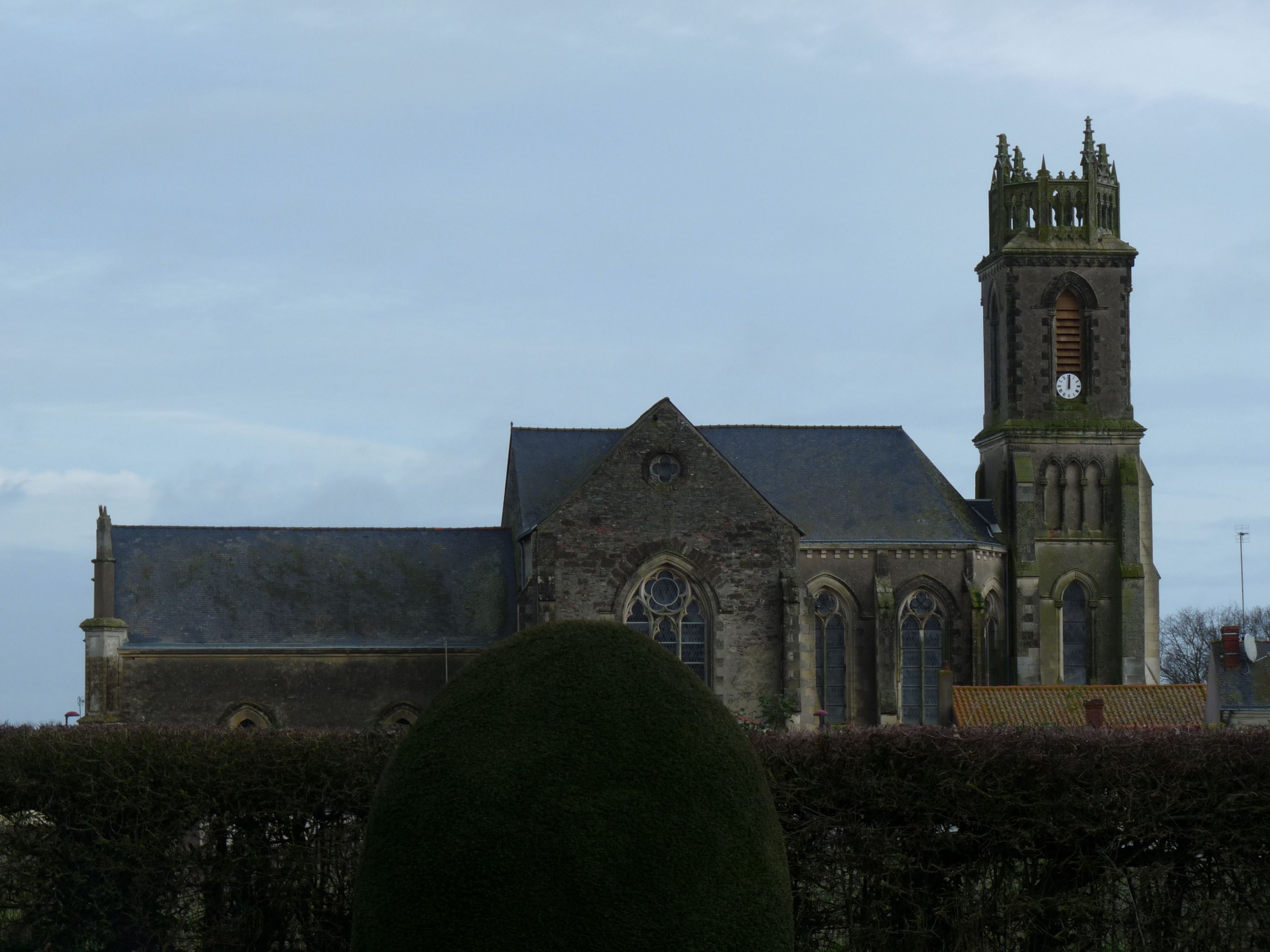
Pfarrkirche Saint-Pierre

| Le Voide: Einwohnerzahlen von 1793 bis 1968                                                              | Le Voide: Einwohnerzahlen von 1793 bis 1968 | Le Voide: Einwohnerzahlen von 1793 bis 1968 | Le Voide: Einwohnerzahlen von 1793 bis 1968 | Le Voide: Einwohnerzahlen von 1793 bis 1968 |
| --- | ------------------------------------------- | ------------------------------------------- | ------------------------------------------- | ------------------------------------------- |
| Jahr |                                             |                                             |                                             | Einwohner                                   |
| 1793 | 1793                                        |                                             | 1.020                                       | 1.020                                       |
| 1800 | 1800                                        |                                             | 964                                         | 964                                         |
| 1806 | 1806                                        |                                             | 715                                         | 715                                         |
| 1821 | 1821                                        |                                             | 794                                         | 794                                         |
| 1831 | 1831                                        |                                             | 869                                         | 869                                         |
| 1836 | 1836                                        |                                             | 898                                         | 898                                         |
| 1841 | 1841                                        |                                             | 920                                         | 920                                         |
| 1846 | 1846                                        |                                             | 987                                         | 987                                         |
| 1851 | 1851                                        |                                             | 983                                         | 983                                         |
| 1856 | 1856                                        |                                             | 948                                         | 948                                         |
| 1861 | 1861                                        |                                             | 901                                         | 901                                         |
| 1866 | 1866                                        |                                             | 886                                         | 886                                         |
| 1872 | 1872                                        |                                             | 837                                         | 837                                         |
| 1876 | 1876                                        |                                             | 790                                         | 790                                         |
| 1881 | 1881                                        |                                             | 791                                         | 791                                         |
| 1886 | 1886                                        |                                             | 804                                         | 804                                         |
| 1891 | 1891                                        |                                             | 777                                         | 777                                         |
| 1896 | 1896                                        |                                             | 732                                         | 732                                         |
| 1901 | 1901                                        |                                             | 719                                         | 719                                         |
| 1906 | 1906                                        |                                             | 705                                         | 705                                         |
| 1911 | 1911                                        |                                             | 710                                         | 710                                         |
| 1921 | 1921                                        |                                             | 608                                         | 608                                         |
| 1926 | 1926                                        |                                             | 634                                         | 634                                         |
| 1931 | 1931                                        |                                             | 639                                         | 639                                         |
| 1936 | 1936                                        |                                             | 670                                         | 670                                         |
| 1946 | 1946                                        |                                             | 656                                         | 656                                         |
| 1954 | 1954                                        |                                             | 598                                         | 598                                         |
| 1962 | 1962                                        |                                             | 614                                         | 614                                         |
| 1968 | 1968                                        |                                             | 628                                         | 628                                         |
| Quelle(n): EHESS/Cassini INSEE Anmerkung(en): Ab 1962 offizielle Zahlen ohne Einwohner mit Zweitwohnsitz |                                             |                                             |                                             |                                             |

## Sehenswürdigkeiten
- Pfarrkirche Saint-Pierre, erbaut 1889
- Kapelle Les Anges-de-L’Immaculée-Conception aus dem 19. Jahrhundert